# Jassem Al-Kharafi
Pour les articles homonymes, voir Al-Kharafi.
Jassem Al-Kharafi (en arabe : جاسم الخرافي), né en 1940 à Jibla (en) (Koweït) et mort le 21 mai 2015 en vol entre la Turquie et le Koweït, est un homme d'affaires et homme politique koweïtien, ministre des Finances de 1985 à 1990 et président de l'Assemblée nationale de 1999 à 2011 et en 2012.

## Biographie
Fils de Mohammed Al-Kharafi (ar) et frère ainé de Nasser Al-Kharafi, il est directeur du groupe Al-Kharafi (en), l'un des fleurons de l'économie koweitienne, jusqu'en 1975.
En 1975, il est élu à l'Assemblée nationale koweïtienne. En 1981, il dépose un projet de loi à l'origine de la création de la maison koweïtienne de la zakat, un organisme gouvernemental indépendant chargé de la collecte et de la distribution de la zakât, troisième pilier de l'islam. 
De 1985 à 1990, il officie comme ministre des Finances dans les troisième (ar) et quatrième (ar) gouvernements de Saad al-Abdallah.
Il est élu président de l'Assemblée nationale en 1999 et le reste pendant cinq mandats, ce qui fait de lui la personne ayant occupé ce poste le plus longtemps. Décidant de ne pas se représenter aux élections législatives de février 2012, il redevient cependant président de l'Assemblée nationale pendant une brève période après l'annulation de ces dernières par la Cour constitutionnelle (ar). 
À sa mort, il est l'homme le plus riche de son pays,.